# Odruch Wartenberga
Odruch Wartenberga – odruch  polegający na zgięciu kciuka w odpowiedzi na silne pociągnięcie za opuszki palców przez trzymające je palce badającego. 
Odruchem Wartenberga określa się także odruch zgięciowy ręki, który wywołuje się poprzez uderzenie młoteczkiem neurologicznym w grzbietową powierzchnię nadgarstka. Wygórowanie tego odruchu następuje podczas uszkodzenia dróg piramidowych.
Odruchy te zostały opisane przez Roberta Wartenberga – amerykańskiego neurologa niemieckiego pochodzenia.